# Astragalus preussii
Astragalus preussii là một loài thực vật có hoa trong họ Đậu. Loài này được A.Gray miêu tả khoa học đầu tiên.:121

## Hình ảnh

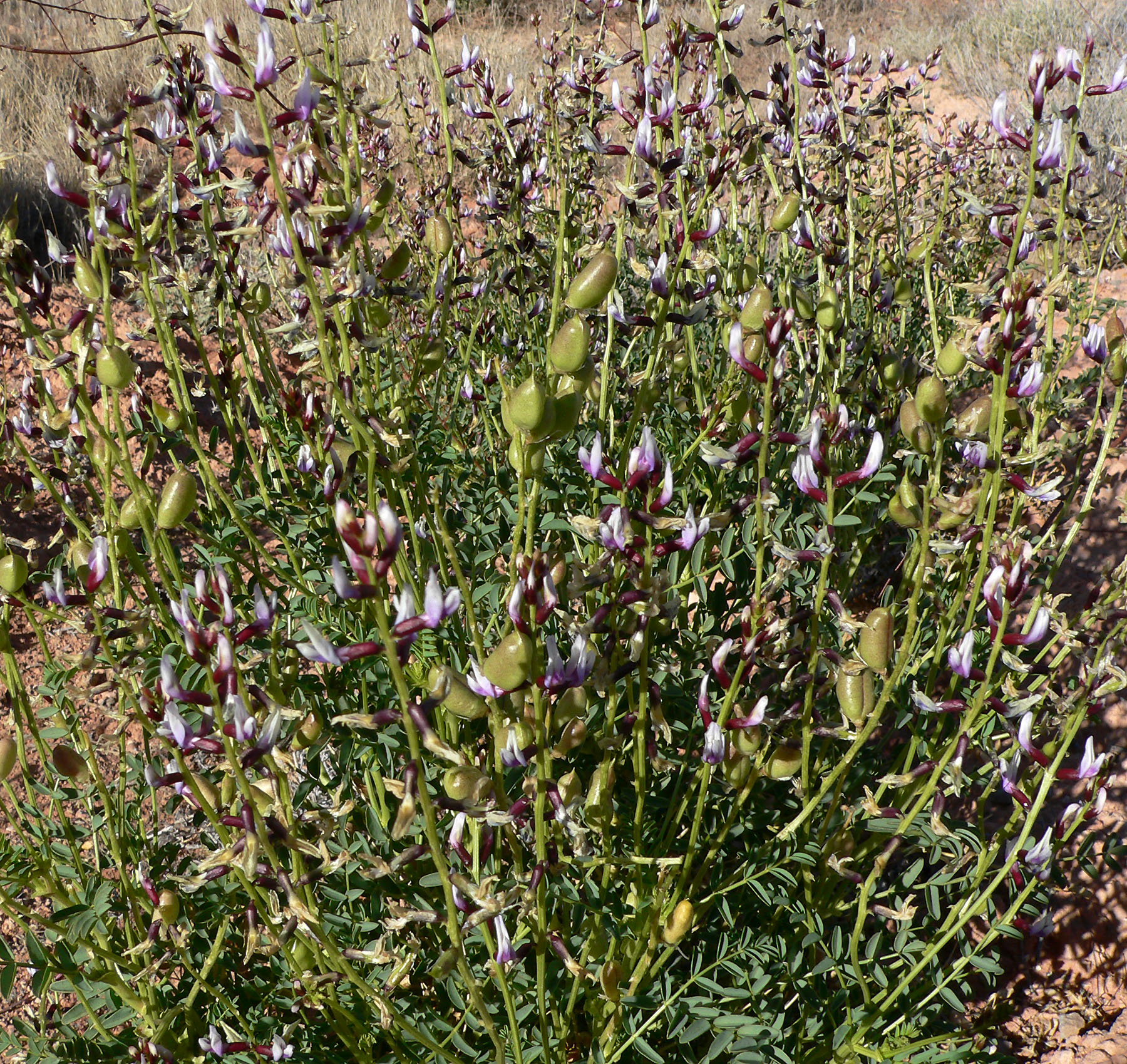
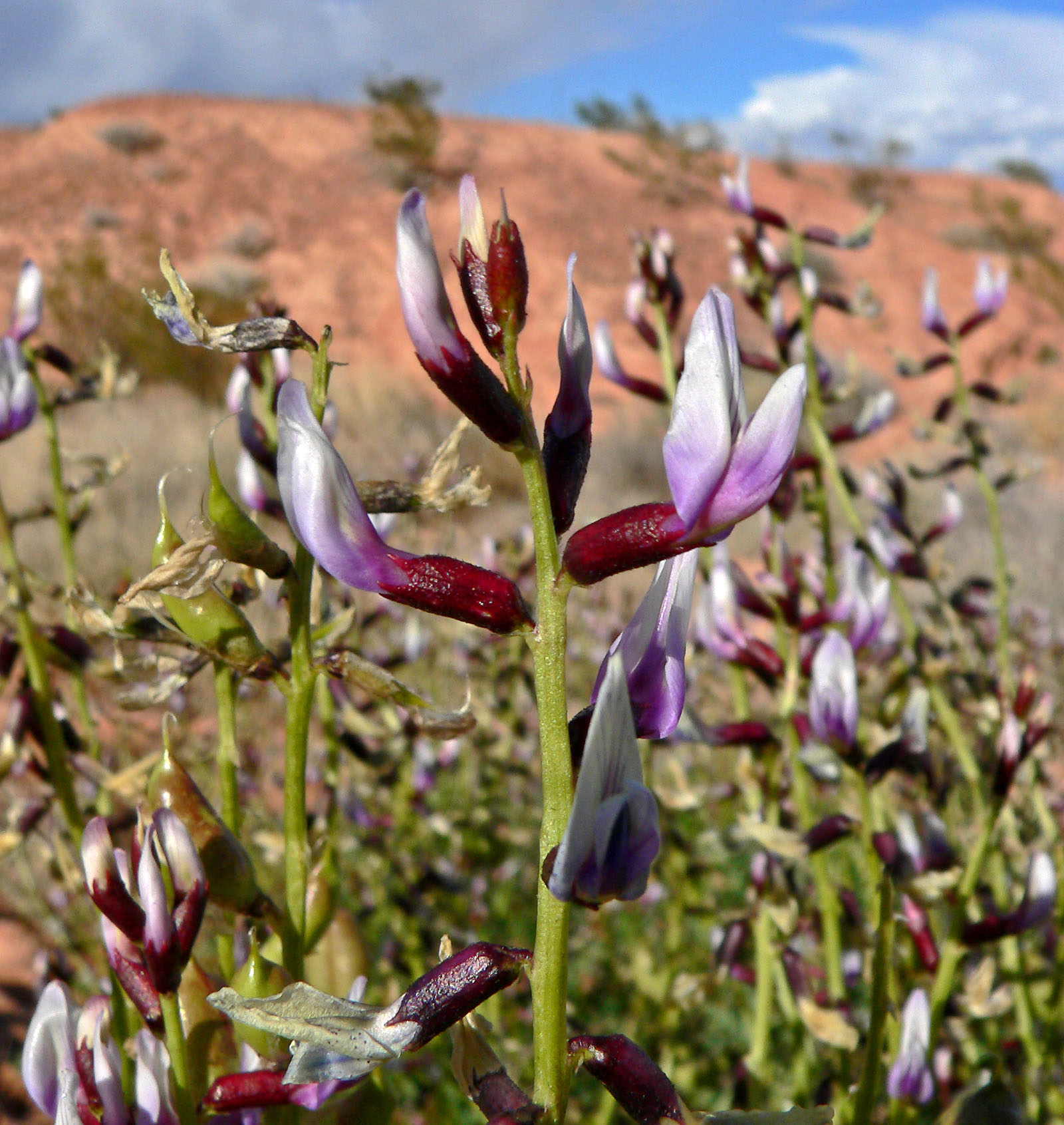
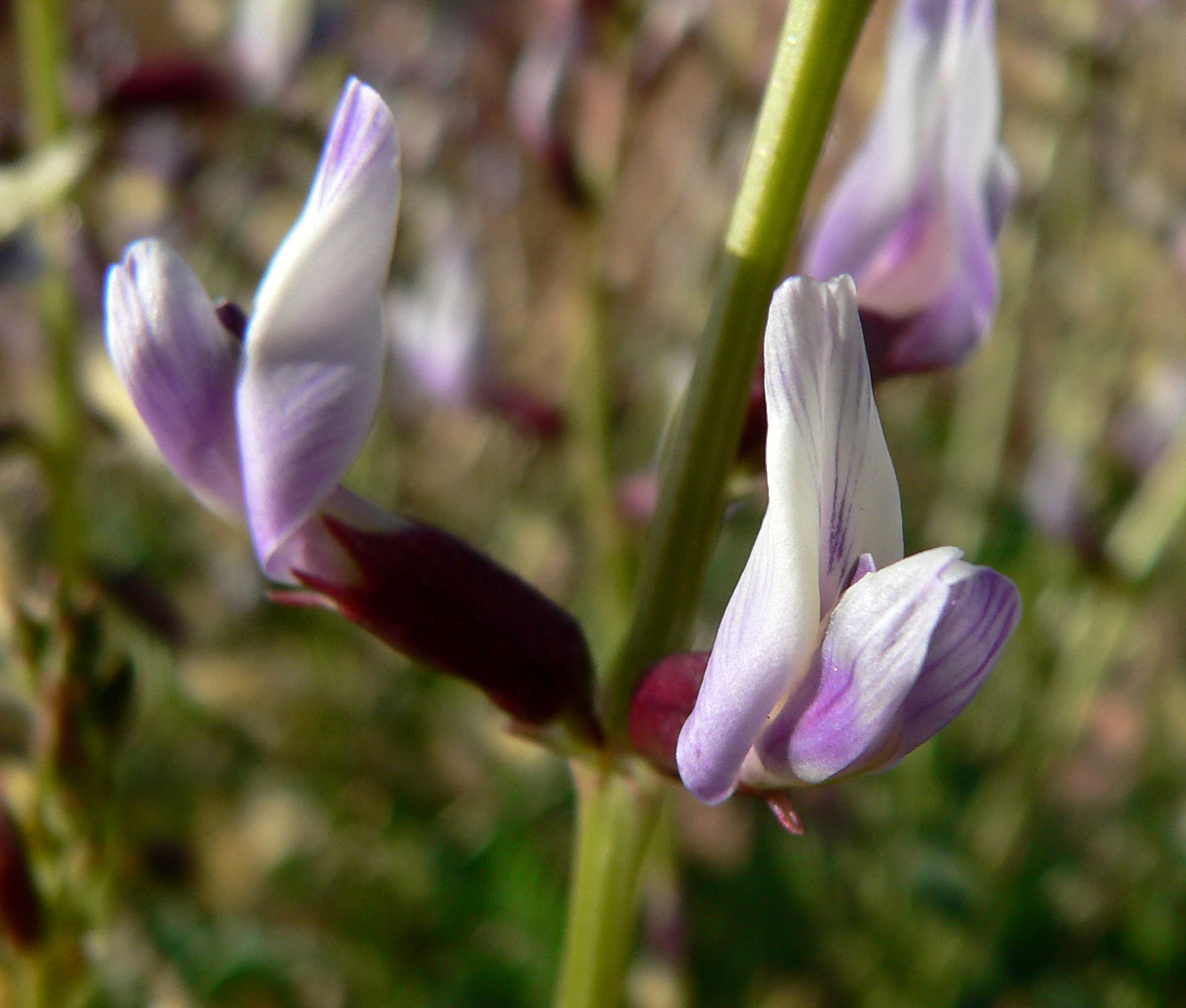
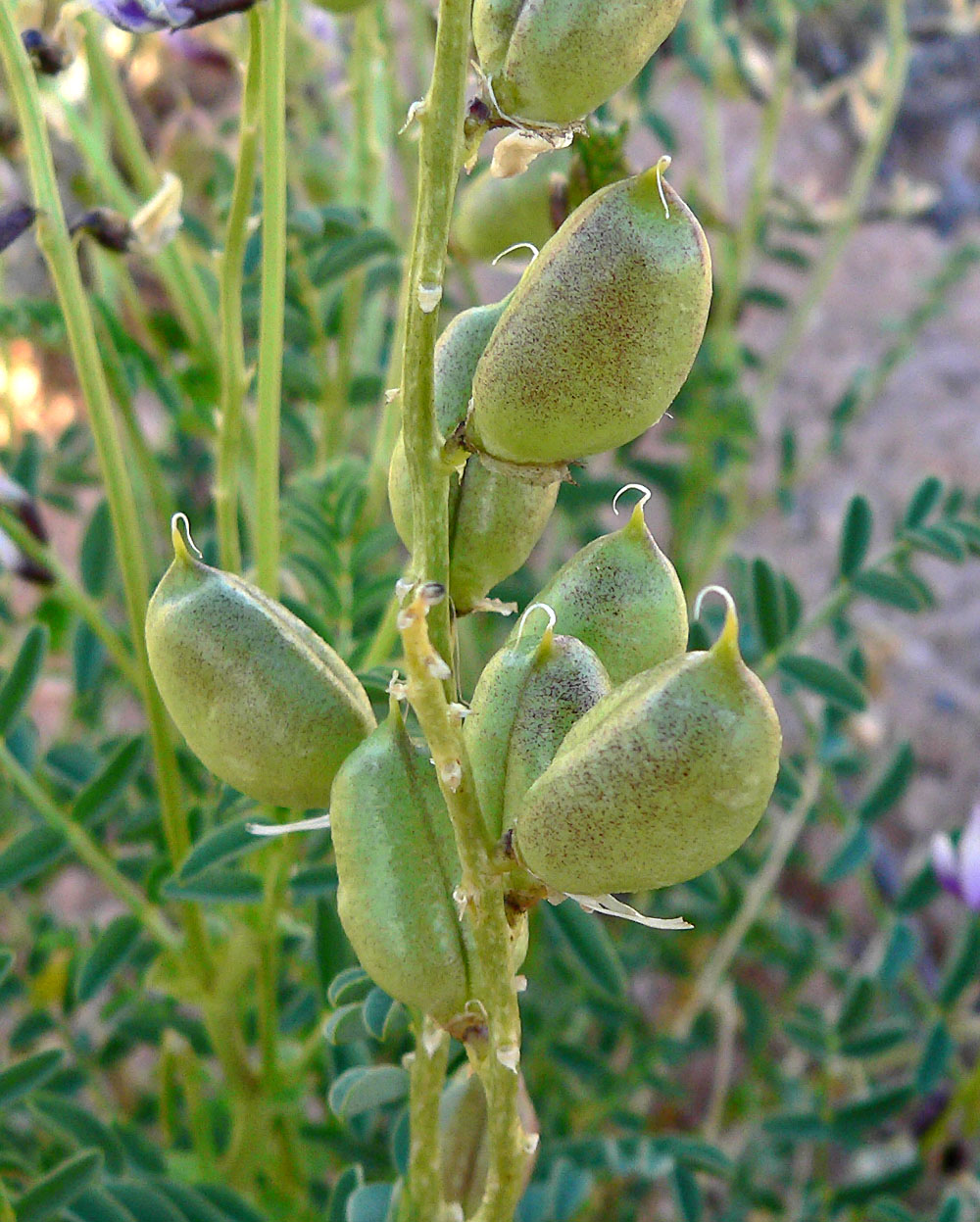
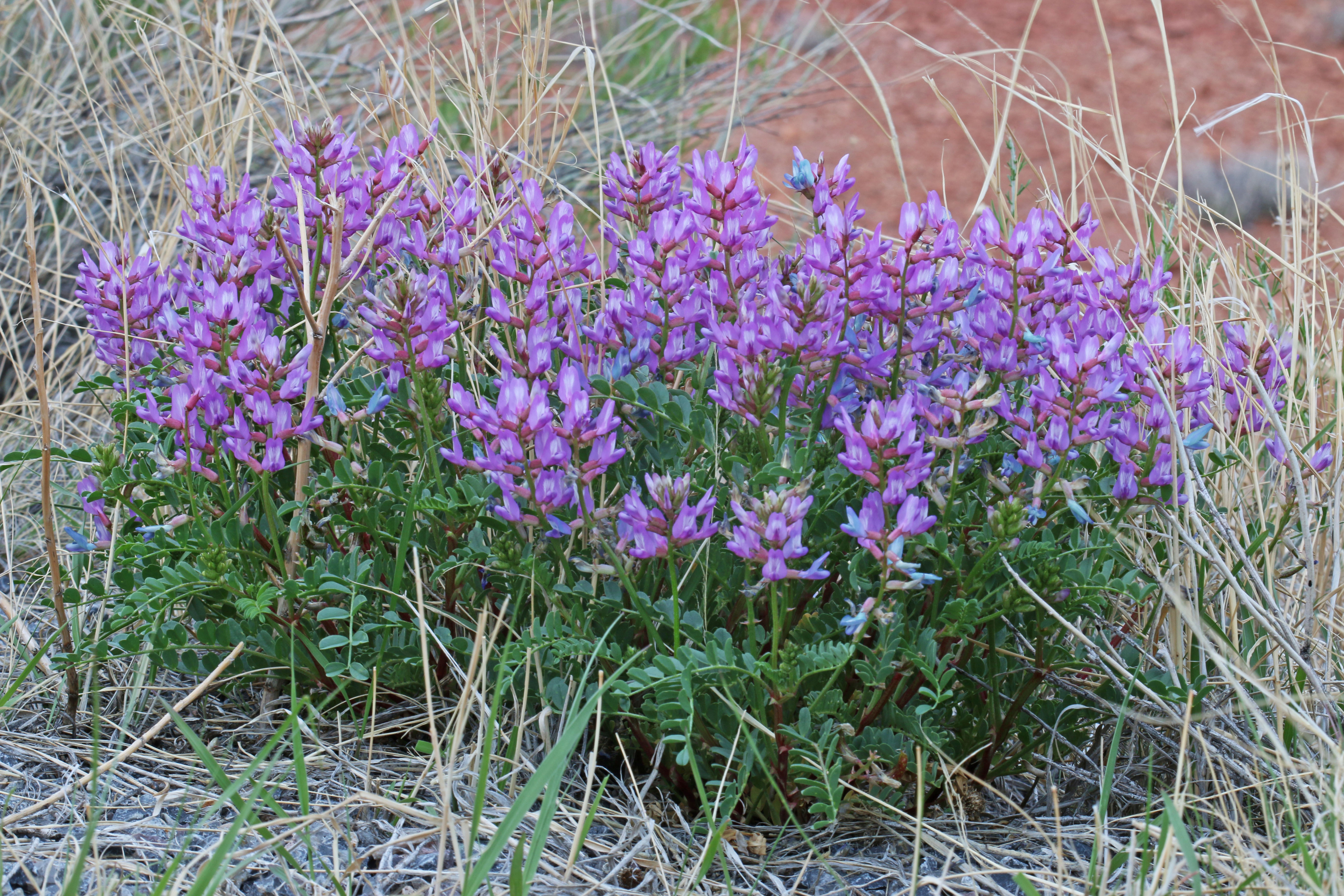